# Här ensam på mitt plågoläger
Här ensam på mitt plågoläger är en kristen psalm. Texten är skriven av Christoph Christian Sturm och översatt till svenska av Johan Olof Wallin.

## Publicerad i
- 1819 års psalmbok, som nummer 162 under rubriken "Nådens medel - Nattvarden".
- Den svenska psalmboken 1937, som nummer XIV under rubriken "Psalmer, att läsas vid enskild andakt – Nattvardspsalmer för sjuka".